# Eria foetida
Eria foetida är en orkidéart som beskrevs av Leonid Vladimirovitj Averjanov. Eria foetida ingår i släktet Eria och familjen orkidéer. Inga underarter finns listade i Catalogue of Life.